# Petra Krause
|  | Per a altres significats, vegeu «Petra Krause (desambiguació)». |

Petra Krause   (Berlín, 19 de febrer de 1939 - Milà, 2 d'abril de 2025) va ser una activista alemanya que, a la dècada de 1970, va subministrar armes a grups com la Fracció de l'Exèrcit Roig (RAF) a Alemanya i les Brigades Roges a Itàlia.

## Biografia
El 1975 va ser arrestada a Zúric sota la sospita de contraban explosius i armes per a diversos grups terroristes arreu d'Europa. Va ser defensada per l'advocat Bernard Rambert del Col·lectiu d'Assessorament Jurídic (Rechtsauskunft Anwaltskollektiv) i el 1977 va ser extraditada a Itàlia, on va ser posada en llibertat després d'uns dies. El 1981 va ser sentenciada en absència pel Tribunal d'Apel·lacions del Cantó de Zúric.
El procediment contra Krause a Suïssa es va produir en el context dels esdeveniments de la tardor alemanya, i va provocar controvèrsia ateses les condicions salvatges de la seva detenció en un moment en què el terrorisme d'esquerra a Suïssa estava actiu.
Krause era amiga de la política de la República Democràtica Alemanya Brigitte Heinrich. A Zúric havia treballat durant un temps amb el llibreter Theo Pinkus.